# سحر (فیلم)
سحر (به هندی: Sehar) یا صبح فیلمی محصول سال ۲۰۰۵ و به کارگردانی کبیر کاشیک است. در این فیلم بازیگرانی همچون آرشاد وارسی، ماهیما چودری، سوشانت سینگ، پانکاج کاپور، سوهاسینی مولای، راجندرا گوپتا و راوی جانکال ایفای نقش کرده‌اند.